# Jakob Eggli
Jakob Eggli (* 17. Februar 1812 in Dachsen, Bezirk Andelfingen, Kanton Zürich; † 9. Dezember 1880 in Rheinau) war ein Schweizer Landschafts- und Wandermaler.

## Leben und Werk

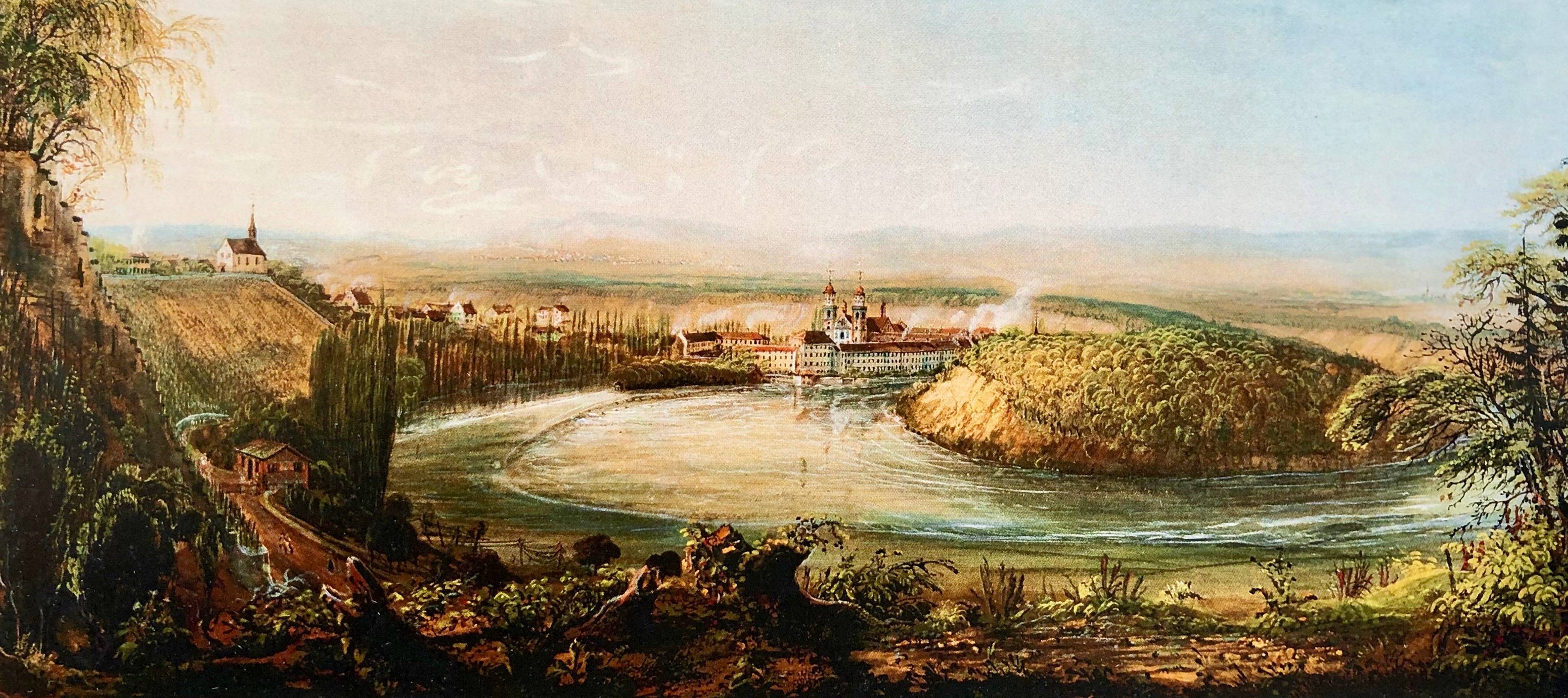
J. Eggli: Ehem. Kloster Rheinau ZH, 1870

Jakob Eggli war Sohn eines Landwirts. Er erhielt seine Ausbildung beim Gouachenmaler Johann Heinrich Uster (1774–1866) in Feuerthalen, der aus der weithin bekannten Malschule von Johann Heinrich Bleuler stammte. Eggli wurde selbst Mitarbeiter im Verlag von Bleuler. Dieser war mittlerweile im Besitz des Sohnes Louis Bleuler, der seinen Sitz auf Schloss Laufen hatte. Im Jahr 1836 erwarb Eggli Schloss Wyden in der Gemeinde Ossingen bei Andelfingen. Dort gründete er einen Kunstverlag, den er als Einmannbetrieb unterhielt. Schon vor dem Kauf war das Schloss in einem verwahrlosten Zustand gewesen. 1840 ging Eggli in Konkurs, wonach das Anwesen in den Besitz seiner um einige Jahre älteren Ehefrau Maria Eggli (1806–1866), geborene Agate Maria Degen aus Tengen/Baden, überging, die es 1862 selbst aufgeben musste.
Jakob Egglis erste datierte Arbeiten stammen aus dem Jahr 1837. Zwischen 1845 und 1855 entstanden zahlreiche Ansichten oberschwäbischer Städte, Schlösser und Klöster, die von hohem dokumentarischem Wert sind. Die Mehrzahl seiner Werke zeigt Schweizer Städte und Sehenswürdigkeiten.
Häufig nahm Eggli Züge mit Personen- und Güterwagen in seine Bilder auf. So stammt von ihm auch die früheste Darstellung des Ulmer Bahnhofes, datiert um 1851.
Im Alter von 59 Jahren kam Jakob Eggli in die kantonale Heil- und Pflegeanstalt Rheinau, wo er neun Jahre später an Schwindsucht starb.

## Ausstellung
- Jakob Eggli (1812–1880) – Ein Schweizer Wandermaler sieht Oberschwaben. Museum im Kornhaus Bad Waldsee, 6. August bis 3. Oktober 2023, und Museum Ehingen, 22. Oktober 2023 bis 7. Januar 2024